# 小行星967
小行星967（967 Helionape）是一颗围绕太阳公转的小行星。該小行星屬於花神星族。
該小行星以奧地利男演員阿道夫·馮·索寧塔爾命名。

## 参数
这颗小行星的绝对星等为12.10天文单位，自转周期为3.234小时。